# Francos salios
Los francos salios o francos salianos eran la rama romanizada del pueblo germano de los francos que habitaba, a mediados del siglo III d. C., en el valle inferior del río Rin, en los actuales Países Bajos y el noroeste de Alemania.
Sobre el origen de su nombre se consideran dos teorías:
- Puede vincularse con el río IJssel (forma antigua Isala, como otros cursos de agua Isère, Yser, Isar),[1] con el germánico see, «el mar», o con el también germánico i sala que significa «aguas oscuras». En esos casos, el nombre de Salios se debería al topónimo mencionado.
- Puede proceder de la ciudad de Saló, hoy Overijse, en Bélgica. Esta segunda teoría tiene en contra el hecho de que Overijse se llamaba entonces Isca.

No tuvieron registros históricos escritos hasta la adopción del latín y el alfabeto latino, ya que la escritura rúnica se usaba con fines exclusivamente religiosos.

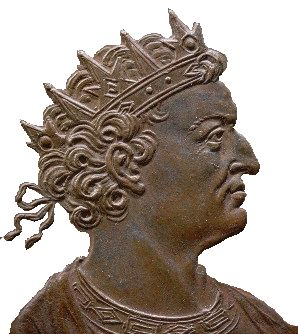
Faramundo, el primer rey de los francos salios.

Su historia previa a la adopción de la escritura se conoce a través de la tradición oral (mayoritariamente de carácter mítico y, por lo tanto, de dudosa credibilidad). La primera historia escrita de los francos está en el libro Histoire des francs, obra de Gregorio, obispo de Tours (luego canonizado), quien nació y murió en el reino franco de Neustria (Riom c. 538 – Tours c. 594). Según esta crónica, que es parte de una historia eclesiástica reproducida en un manuscrito del siglo VIII, el primer duque o rey de los francos salios fue Faramundo.

## Historia
Ocupaban un territorio lacustre en la confluencia de los ríos Vecht e Ijssel, al que denominaron el Sallzee o Mar Salio, y que en la Edad Media pasó a llamarse Salland. Este territorio era un lugar donde la tierra, el agua dulce y el agua salada se mezclaban constantemente. Los francos salios tenían un estrecha relación con el agua; esto queda manifiesto en la leyenda del rey Meroveo, quien era descendiente de un monstruo marino llamado quinotauro. 

Hasta 287 o 288, los francos salios, al igual que los  demás pueblos germánicos, alternaban incursiones contra las fronteras del imperio romano con acuerdos militares (foedus) con él. Hasta que el emperador romano Maximiano, coemperador junto con Diocleciano, decidió subyugar a todos los que se opusiesen a Roma. Viendo llegar contra él a un ejército romano, el rey salio Genobaudo aceptó someterse sin combate junto con todo su pueblo. Maximiano aceptó su rendición e instaló a los salios en Toxandria, junto a la desembocadura del Rin, con el estatuto de foederati (pueblos sometidos a la autoridad imperial). Protegidos por la paz romana, crecieron y se extendieron al oeste, a lo largo del mar del Norte.

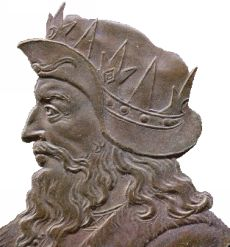
Clodión fue el segundo rey de la dinastía merovingia.

Hubo algunas rebeliones contra esta condición de federados, pero siempre fueron reprimidas por el ejército romano. Incluso hubo contingentes de francos salios en las expediciones de Constancio Cloro y de Constantino, en 293 y en 306, respectivamente.
En el siglo V, el avance huno de Atila llevó al rey Clodión a invadir Galia. Durante este periodo, los francos salios ocuparon la zona entre Arrás y Cambrai de Galia, donde permanecieron hasta la época de Clodoveo I. Su gobernante Childerico I estableció la capital en Tournai.
Así pues, desde las provincias de Germania Inferior y Gallia Belgica, donde algunos de sus «reyes» tenían el título de dux o duque, los francos salios constituyeron a continuación un reino que se extendió en el siglo VI sobre la mayor parte de la Galia.
Los francos estaban tan integrados en la sociedad romana, que llegaron a tener a un galo-romano como rey, Egidio.

## Cultura
Su lengua pertenecía a la familia de lenguas bajo fráncicas. Los salios fueron parte de los fundadores de la cultura y sociedad holandesa junto a los frisones y batavios. Según eruditos modernos, como Robinson, su lengua evolucionó al holandés.
Las tribus salias constituyeron una confederación laxa, en la que negociaron unidos con la autoridad romana. Cada tribu estaba compuesta por grandes grupos familiares, reunidos alrededor de una familia principal. La importancia de las obligaciones de familia estaba regulada por el Derecho sálico, que aclaraba que un individuo no tenía ningún derecho a protección en el caso de no ser parte de una familia.
Los salios fueron absorbidos por los francos, y su identidad se había perdido en tiempos de los carolingios.

### Religión
Sus creencias politeístas perduraron después de la conversión de Clodoveo I al cristianismo.

### Leyes
Los francos salios recogieron por escrito sus leyes en el año 511, leyes que en su mayor parte correspondían al Derecho de familia, en el Pactus legis salicæ. En el siglo XVI el rey francés Enrique IV resucitó parte de esta legislación para apartar de la línea sucesoria a su rival, Isabel Clara Eugenia, nieta de Enrique II de Francia e hija de Felipe II de España. Sin embargo, todo apunta a que tomó a los salios como fuente de legitimidad y no porque entre ellos hubiese dicha ley. Desde entonces, la Ley Sálica es sinónimo de la discriminación femenina en las líneas sucesorias a un trono real en toda Europa.